# Юнусободська лінія
Юнусободська лінія  (узб. Yunusobod yo`li, Юнусобод йўли) — лінія Ташкентського метрополітену. Введена в експлуатацію 26 жовтня 2001.

## Хронологія пусків
| Черга                     | Дата пуску     | Довжина | Кіл-сть станцій |
| ------------------------- | -------------- | ------- | --------------- |
| «Шахрістон» — «Мінг-Урік» | 26 жовтня 2001 | 7,6 км  | 6               |
| «Туркістон» — «Шахрістон» | 29 серпня 2020 | 2,9 км  | 2               |
|                           | Разом:         | 10,5 км | 8 станцій       |

## Історія перейменувань
| Станція   | Попередні назви | Роки      |
| --------- | --------------- | --------- |
| Шахрістон | Хабіб Абдуллаєв | 2001—2015 |

## Пересадки
| # | Пересадка на лінію   | На станцію          |
| - | -------------------- | ------------------- |
| 1 | Чилонзорська лінія   | Амір Темур хійобоні |
| 2 | Узбекистонська лінія | Ойбек               |

## Рухомий склад
На лінії використовуються вагони 81-717/714, у складі чотиривагонних поїздів.

## Ресурси Інтернету
Юнусободська лінія на сайті http://metrotashkent.narod.ru [Архівовано 15 травня 2014 у Wayback Machine.](рос.)